# Xã Adams, Quận Gage, Nebraska
Xã Adams (tiếng Anh: Adams Township) là một xã thuộc quận Gage, tiểu bang Nebraska, Hoa Kỳ. Năm 2010, dân số của xã này là 897 người.